# 関東流れ者 (1965年の映画)
『関東流れ者』（かんとうながれもの）は、1965年公開の東映任侠映画。鶴田浩二主演・小沢茂弘脚本・監督。東映京都撮影所製作、東映配給。「博徒シリーズ」に続き製作された鶴田浩二主演の「関東シリーズ」第1作。以降、5作品が製作された。
同時上映は高倉健の代表作『網走番外地』であるが、公開時は本作がA面（メイン作）であった。
ヤクザやゴロツキが犇きあう大正時代の関東を舞台に、ふと巡りあった薄幸の女の心情に触れたやくざが、侠客魂を炸裂させて悪と対決する。

## キャスト
- 大谷清次郎：鶴田浩二
- 馬頭三五郎：大木実
- お繁：小山明子
- 平山サト：藤純子
- 高島伯太郎：村田英雄
- 草間玄三：飯沼慧
- 小松謙作：加藤浩
- 中山留吉：山本麟一
- 北原次郎：北原三郎
- 前田福松：石井均
- 飯島鶴吉：沢彰謙
- 鍛冶屋の源太：山城新伍
- 福原丑五郎：市川小金吾
- おけらの寅：佐々五郎
- 平山弥三郎：内田朝雄
- 羽黒喜之助：遠藤辰雄
- 塚本良平：楠本健二
- 運平：中田ラケット
- 仁助：中田ダイマル
- 水戸署長：堀正夫

## スタッフ
- 脚本・監督：小沢茂弘
- 原案：京山雪洲
- 企画：俊藤浩滋・橋本慶一
- 撮影：山岸長樹
- 美術：富田治郎
- 音楽：菊池俊輔
- 主題歌：鶴田浩二「無情のブルース」
- 録音：堀場一朗
- 照明：増田悦章
- 編集：河合勝巳

## 興行成績
前番組だった中村錦之助 (萬屋錦之介)主演・田坂具隆監督の一本立て大作『冷飯とおさんとちゃん』が記録的不入りで一週間と持たずに打ち切られ、急遽、本作と『網走番外地』の二本立てを繰り上げ公開したが、途端に五社のトップに躍り出る大ヒット。以降「関東シリーズ」と「網走番外地シリーズ」は四作目まで二本立てで公開され、東映最大ともいえるドル箱シリーズになり、東映任侠路線の確立に貢献し、東映の歴史に於いても大きな分岐点になった。

## 同時上映
『網走番外地』
- 原作：伊藤一 / 脚本・監督：石井輝男 / 主演：高倉健
- 「網走番外地シリーズ」第1作。